# Tympanogramm
Das Tympanogramm ist die graphische Darstellung der Messung der Trommelfellbeweglichkeit bei der Tympanometrie. Es stellt die Trommelfellbeweglichkeit in Abhängigkeit vom Luftdruck im äußeren Gehörgang dar und gibt dadurch Auskunft über die Druck- und Schwingungsverhältnisse im Mittelohr. 
Die Y-Achse des Tympanogramms gibt die Compliance (Trommelfellbeweglichkeit) in ml bzw. in relativen Einheiten wieder. Gegen die X-Achse wird der Druck im Gehörgang in daPa, bei älteren Geräten in mm H2O aufgetragen. 
Bei normaler Mittelohrfunktion ist die  Beweglichkeit des Trommelfells am größten, wenn der Druck im äußeren Gehörgang und im Mittelohr gleich sind, das Maximum der Trommelfellbeweglichkeit liegt dann bei etwa 0 daPa. Ein Unterdruck in der Paukenhöhle (z. B. bei Tubenbelüftungstörung) hat eine Verschiebung des Maximums in den negativen Druckbereich zur Folge. Ein Mittelohrerguss ist typischerweise durch ein flaches Tympanogramm gekennzeichnet.